# Dorcopsis wintercookorum
Dorcopsis wintercookorum — вид родини Кенгурових. Вид названо на честь Сема Вінтеркука (англ. Sam Wintercooke) за його гостинність. Місце знаходження викопних решток: англ. Hamilton Local Fauna, поблизу міста Гамільтон, західна Вікторія. Цей вид менший за живі новогвінейські види роду Dorcopsis і відрізняється певними характерними рисами зубів.   